# Torre Cepsa
La Torre Cepsa es un rascacielos de 248,3 metros situado en la zona financiera Cuatro Torres Business Area, Madrid. Es el segundo rascacielos más alto de España, tan solo superado por la Torre de Cristal, así como el 5.º de la Unión Europea. Se inauguró el 5 de mayo de 2009. 
El edificio, también llamado la Torre Foster por el arquitecto que lo diseñó, Norman Foster, ha recibido el nombre de sus propietarios sucesivos. Así, fue conocida como la Torre Repsol hasta 2007, la Torre Caja Madrid hasta 2013 y la Torre Bankia hasta 2014.

## Altura

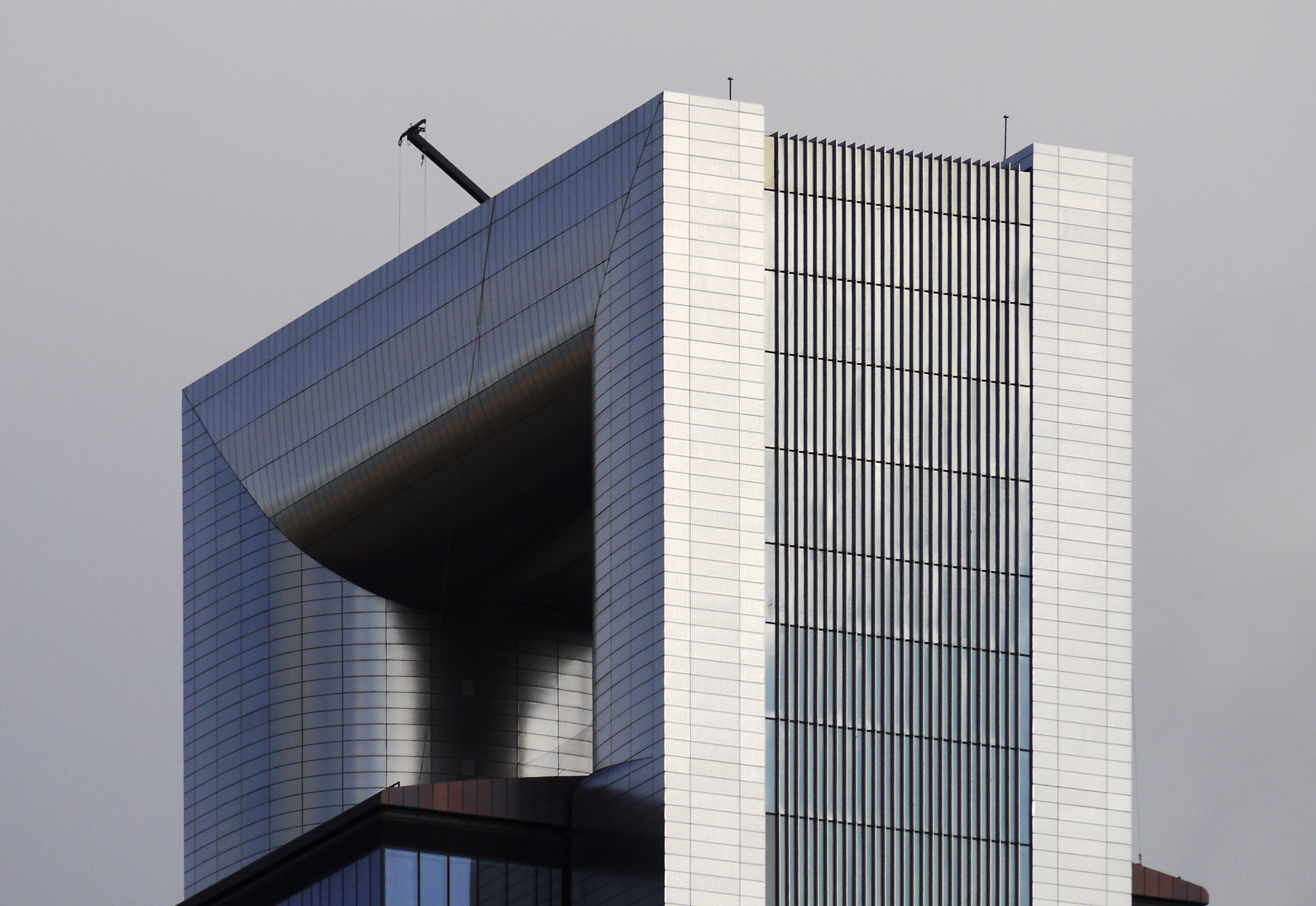
Cima de la torre

En 2013, el CTBUH (Council of Tall Buildings and Urban Habitat) certificó la altura exacta del rascacielos en 248,3 metros tras un minucioso estudio del terreno y los planos del edificio. Hasta entonces se creía que el rascacielos alcanzaba los 250 metros, como así figura en los datos del proyecto de la firma de arquitectos Foster and Partners. Ello implica que el edificio más alto de España es la Torre de Cristal, del arquitecto César Pelli, con 249 metros de altura.

## Historia y propietarios

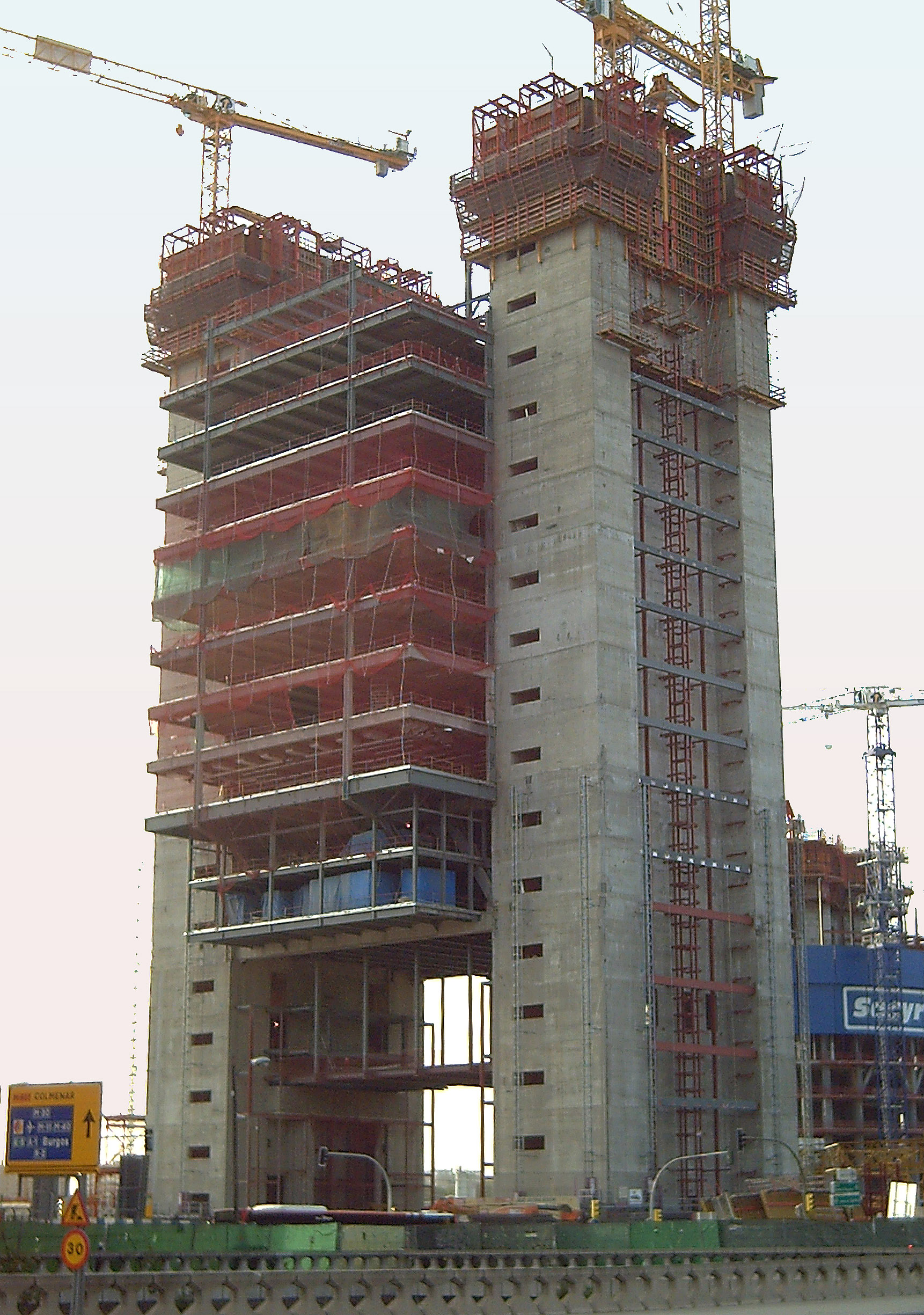
La torre durante su construcción, 26 de mayo de 2006.

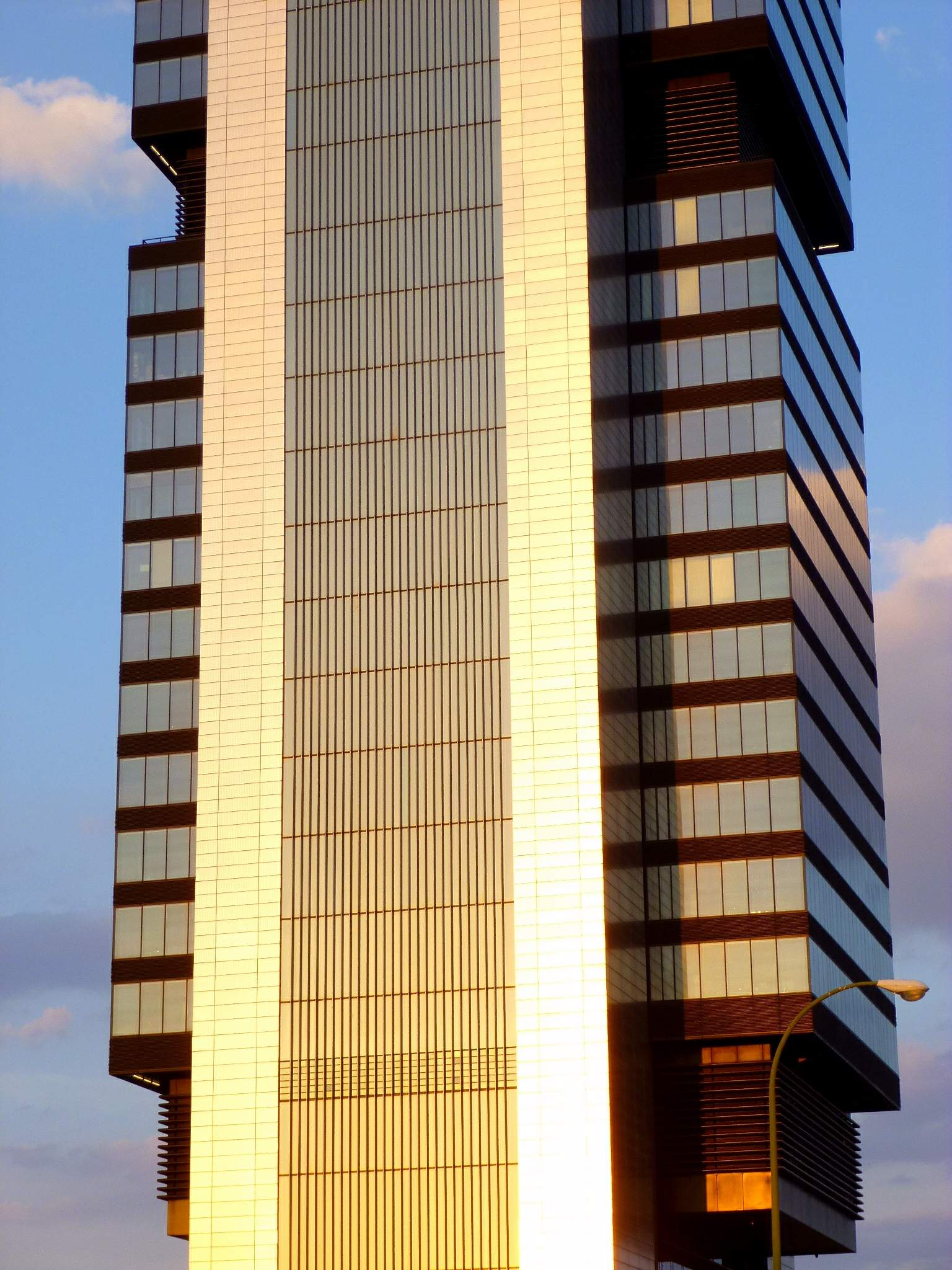
Sección lateral de la torre.

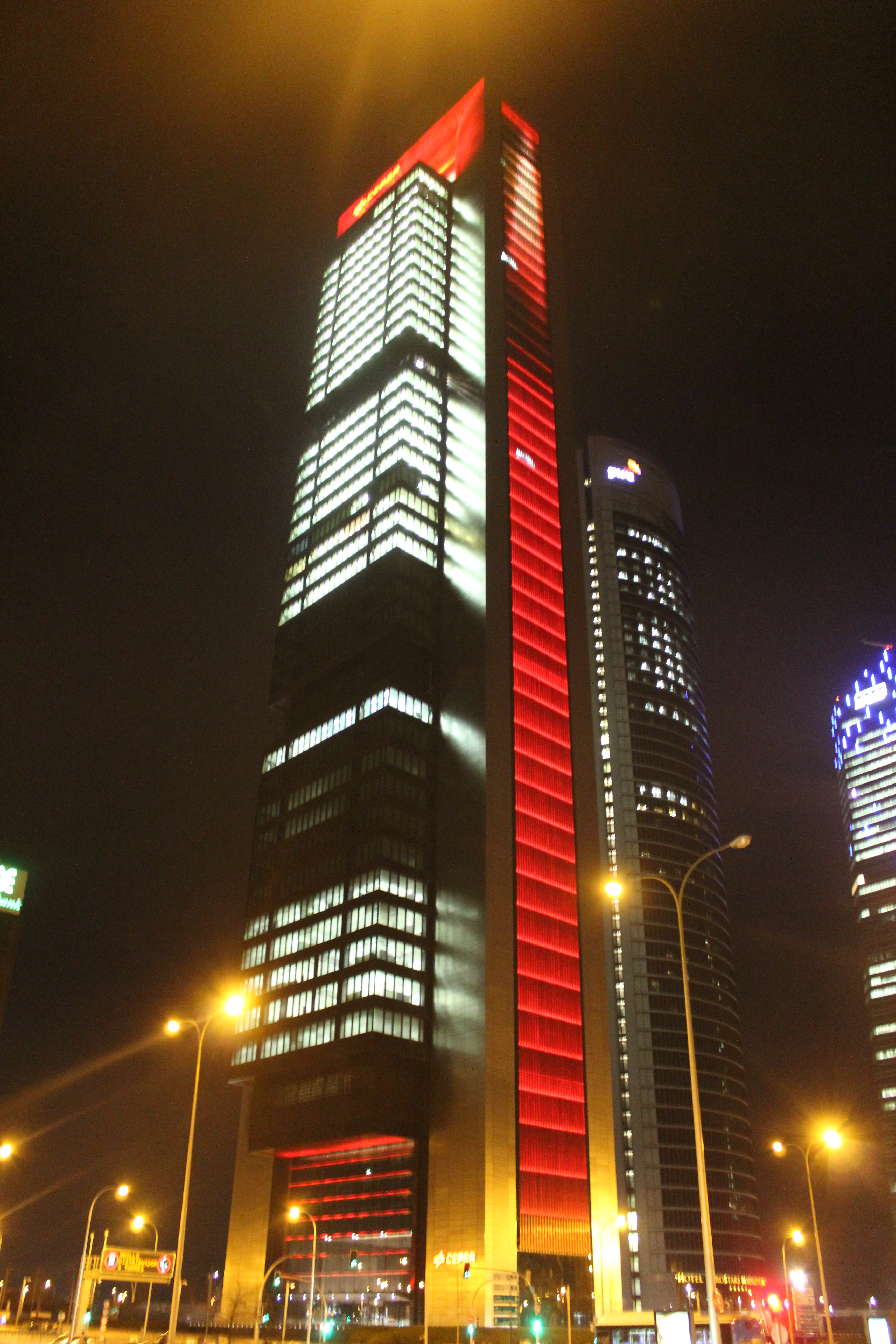
Vista nocturna de la Torre Cepsa.

El edificio, destinado a ser la sede central de la compañía petrolera Repsol, iba a ser en un principio construido en parte de los terrenos del Cuarto Depósito del Canal de Isabel II, en la plaza de Castilla, dedicándose el dinero que pagaría Repsol por el solar a edificar en el resto de la parcela un palacio de justicia que alojaría, entre otras, las dependencias del Tribunal Superior de Justicia de Madrid. Sin embargo, las reclamaciones puestas por los reversionistas (los derechohabientes de las personas a las que les habían sido expropiados los terrenos para construir el depósito) hicieron imposible la operación (en su lugar se construyó el Centro de Arte Canal y un parque público).
La petrolera buscó por tanto una nueva ubicación, adquiriendo en subasta una de las parcelas del futuro complejo financiero y de oficinas CTBA, situado en los terrenos donde anteriormente se encontraba la Ciudad Deportiva del Real Madrid. Las primeras grúas para su construcción fueron erigidas el 8 de octubre de 2004. Sin embargo, durante la misma y coincidiendo con el cambio de accionariado y presidente, Repsol decidió cambiar la ubicación de su futura sede a la calle Méndez Álvaro, por lo que puso en el mercado este gran espacio para oficinas. Posteriormente, la entidad financiera Caja Madrid adquirió este edificio por 815 millones de euros con el fin de convertirlo en su sede principal en 2009. Posteriormente Caja Madrid se integró en Bankia, lo que implicó nuevo cambio de nombre. A finales de 2013, las rentas de las oficinas que dibujan el skyline madrileño se habían abaratado un 40% desde los años de esplendor previos al estallido de la burbuja inmobiliaria.
En octubre de 2013, el fondo soberano de Abu Dhabi IPIC, propietario de Cepsa, firmó con Bankia la operación por la que petrolera ocupará el rascacielos como sede. Bankia seguirá disponiendo de cinco plantas del inmueble. El contrato de alquiler se establece por un periodo de ocho años más otros siete años prorrogables ejercicio a ejercicio por un total de 324 millones de euros. Se llevaron a cabo trabajos de acondicionamiento de la torre para adaptarla a las necesidades del nuevo arrendatario. En junio de 2014 se anuncia el traslado de los 1 500 empleados de Cepsa a la torre, llevándose a cabo hasta el mes de agosto. A finales de 2014 se colocó un logo de Cepsa en lo alto del edificio. El acuerdo incorporaba una opción de compra para su posible ejercicio en 2016. En febrero de ese mismo año IPIC dijo que no iba a ejercitarla debido a la caída del precio del petróleo, pero en septiembre cambió de opinión y comunicó a Bankia que iba a ejercitarla por 400 millones de euros para posteriormente traspasarla. En septiembre de 2016, Amancio Ortega adquiere el inmueble por 490 millones de euros a través de su sociedad patrimonial Pontegadea. Se trata de la mayor operación que el dueño de Inditex ha realizado en España, al ser superior a los 400 millones de euros que pagó por la Torre Picasso.

## Descripción
El rascacielos de 248 metros tiene un total de 49 plantas. El vestíbulo de entrada posee una altura de 13,85 metros, el equivalente a cuatro plantas. La estructura del edificio, que pesa 11 000 toneladas, es de acero, la fachada está cubierta fundamentalmente por vidrio en las oficinas y placas de acero inoxidable en los núcleos de hormigón. La planta tiene una forma rectangular. 
El arquitecto principal es Norman Foster, en colaboración con otros socios. Las instalaciones fueron desarrolladas por el estudio Aguilera Ingenieros, S.A. La ingeniería de estructuras la realizaron las empresas Halvorson and Partners (Chicago) y GMS (Nueva York), con apoyo en obra de la empresa local Arquing. Algunas empresas que colaboran en la construcción son Repsol YPF, Gerens Management, Dragados, FCC, Alatec, Inasus S.L. y Folcrá.

## Diseño
Norman Foster, arquitecto británico y Premio Pritzker, diseñó esta estructura con dos núcleos externos de hormigón armado. Cada núcleo contiene siete ascensores, escaleras y zona de servicios. Entre las dos características columnas externas, se organizan las plantas de forma similar a una estantería. Tres plataformas intermedias soportan entre once y doce plantas en cada caso. 